# Miltochrista bivittata
Miltochrista bivittata är en fjärilsart som beskrevs av Butler 1885. Miltochrista bivittata ingår i släktet Miltochrista och familjen björnspinnare. Inga underarter finns listade i Catalogue of Life.